# Nereudo Freire Henrique
Nereudo Freire Henrique (ur. 10 maja 1963 w Arcoverde) – brazylijski duchowny katolicki, biskup pomocniczy Olindy i Recife od 2025. 

## Życiorys
13 grudnia 1996 otrzymał święcenia kapłańskie i został inkardynowany do archidiecezji Paraíba. Był m.in. wychowawcą i ekonomem w archidiecezjalnym seminarium, ekonomem archidiecezjalnym oraz rektorem sanktuarium maryjnego w João Pessoa.
8 listopada 2024 papież Franciszek mianował go biskupem pomocniczym Olindy i Recife nadając mu stolicę tytularną Mopta. Sakry udzielił mu 25 stycznia 2025 arcybiskup Manoel Delson Pedreira da Cruz.